# Владимировка (Барановский район)
Владимировка (укр. Володимирівка) — село на Украине, основано в 1936 году, находится в Барановском районе Житомирской области.
Код КОАТУУ — 1820685802. Население по переписи 2001 года составляет 119 человек. Почтовый индекс — 12717. Телефонный код — 4144. Занимает площадь 1,405 км².

## Адрес местного совета
12717, Житомирская область, Барановский р-н, с.Суемцы